# Thelonious Monk with John Coltrane
| Recensione                    | Giudizio |
| ----------------------------- | -------- |
| Down Beat                     |          |
| AllMusic                      |          |
| The Rolling Stone Album Guide |          |

Thelonious Monk with John Coltrane è un album del 1961 di Thelonious Monk, rilasciato tramite Jazzland Records, una sussidiaria di Riverside Records. Consiste in materiale registrato quattro anni prima, quando Monk lavorò per parecchio tempo con John Coltrane; tale materiale venne dunque rilasciato dopo che Coltrane era diventato a pieno diritto una delle figure di maggior spicco del jazz dell'epoca.
L'album venne assemblato dall'etichetta utilizzando il materiale proveniente da tre diverse sessioni di registrazione. Lo stimolo per l'album fu la scoperta di tre brani in studio registrati dal Monk Quartet con Coltrane nel mese luglio 1957 al principio dei sei mesi di residenza della band presso il leggendario Five Spot Café di New York. Per completare il rilascio vennero incluse due tracce escluse dall'ambum Monk's Music, registrato il mese precedente, e una proveniente dall'album Thelonious Himself, registrato nel mese di aprile. L'ultimo brano dell'album, Functional, è un pezzo per pianoforte solo di Monk.
L'album venne ristampato nel 2000 da Fantasy Records utilizzando il sistema di codifica JVC 20-bit K2. Dato l'enorme significato storico di questo album, nel 2007 fu inserito nella Grammy Hall of Fame.

## Tracce

### Lato 1
1. Ruby, My Dear – 6:17 (musica: Thelonious Monk)
2. Trinkle, Tinkle – 6:37 (musica: Thelonious Monk)
3. Off Minor – 5:15 (musica: Thelonious Monk)

### Lato 2
1. Nutty – 6:35 (musica: Thelonious Monk)
2. Epistrophy – 3:07 (musica: Kenny Clarke, Thelonious Monk)
3. Functional – 9:46 (musica: Thelonious Monk)

## Crediti
- Thelonious Monk — pianoforte
- John Coltrane — sassofono tenore
- Ray Copeland — tromba (per Off Minor ed Epistrophy)
- Gigi Gryce — sassofono contralto (per Off Minor ed Epistrophy)
- Coleman Hawkins — sassofono tenore (per Off Minor ed Epistrophy)
- Wilbur Ware — contrabbasso
- Shadow Wilson — batteria (per Ruby, My Dear, Trinkle, Tinkle e Nutty)
- Art Blakey — batteria (per Off Minor ed Epistrophy)